# Liste der Stolpersteine in Prag-Vinohrady

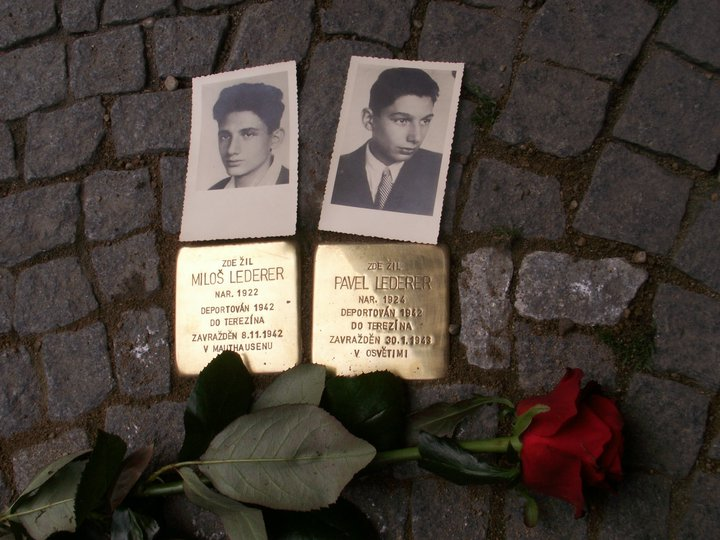
Stolpersteine für Miloš und Pavel Lederer vor dem Haus in der Slezská 397/12 in Prag-Vinohrady, 2011

Die Liste der Stolpersteine in Prag-Vinohrady listet die Stolpersteine im Verwaltungsbezirk Vinohrady in Prag auf. Die Stolpersteine erinnern an das Schicksal der Menschen, welche von den Nationalsozialisten ermordet, deportiert, vertrieben oder in den Suizid getrieben wurden.
Das tschechische Stolpersteinprojekt Stolpersteine.cz wurde 2008 durch die Česká unie židovské mládeže (Tschechische Union jüdischer Jugend) ins Leben gerufen und stand unter der Schirmherrschaft des Prager Bürgermeisters. Die Stolpersteine liegen vor dem letzten selbstgewählten Wohnort des Opfers. Die Stolpersteine werden auf Tschechisch stolpersteine genannt, alternativ auch kameny zmizelých (Steine der Verschwundenen).
Die Tabellen sind teilweise sortierbar; die Grundsortierung erfolgt alphabetisch nach dem Familiennamen.

## Vinohrady
| Stolperstein                             | Übersetzung | Verlegeort                   | Name, Leben             |
| ---------------------------------------- | --- | ---------------------------- | ----------------------- |
|                                          | HIER LEBTE HARRY ADLER GEB. 1927 DEPORTIERT 1942 NACH THERESIENSTADT ERMORDET IN SOBIBOR                                    | Balbínova 550/10             | Harry Adler             |
|                                          | HIER LEBTE BERTA MARIE ALBRECHTOVÁ GEB. HERRMANNOVÁ GEB. 1898 DEPORTIERT 1943 NACH AUSCHWITZ ERMORDET                       | Korunní 1773/117             | Berta Marie Albrechtová |
|                                          | HIER LEBTE KAREL BAUM GEB. 1903 DEPORTIERT AM 24.4.1942 NACH THERESIENSTADT ERMORDET AM 27.8.1942 IN MAJDANEK               | Budečská 944/9               | Karel Baum              |
|                                          | HIER LEBTE MARIE BAUMOVÁ GEB. 1874 DEPORTIERT 1942 NACH THERESIENSTADT ERMORDET IN TREBLINKA                                | Budečská 944/9               | Marie Baumová           |
|                                          | HIER LEBTE BERTA BENDOVÁ GEB. ELIŠÁKOVÁ GEB. 1874 DEPORTIERT 1942 NACH THERESIENSTADT ERMORDET IN AUSCHWITZ                 | Balbínova 408/24             | Berta Bendová           |
|                                          | HIER LEBTE JOSEFA BEYKOVSKÁ GEB. 1872 DEPORTIERT 1942 NACH THERESIENSTADT ERMORDET AM 17.7.1942 EBENDORT                    | Balbínova 733/21             | Josefa Beykovská        |
|                                          | HIER LEBTE ADOLF BEYKOVSKÝ GEB. 1896 DEPORTIERT 1942 NACH THERESIENSTADT ERMORDET IN RAASIKU                                | Balbínova 733/21             | Adolf Beykovský         |
|                                          | HIER LEBTE JULIUS BEYKOVSKÝ GEB. 1864 DEPORTIERT 1942 NACH THERESIENSTADT ERMORDET AM 10.6.1942 EBENDORT                    | Balbínova 733/21             | Julius Beykovský        |
|                                          | HIER LEBTE BOHUMIL BONDY GEB. 1889 DEPORTIERT 1942 NACH THERESIENSTADT ERMORDET 1943 IN AUSCHWITZ                           | Budečská 796/17              | Bohumil Bondy           |
|                                          | HIER LEBTE KAMILA BONDYOVÁ GEB. 1890 DEPORTIERT 1942 NACH THERESIENSTADT ERMORDET 1943 IN AUSCHWITZ                         | Budečská 796/17              | Kamila Bondyová         |
|                                          | HIER LEBTE OLGA BONDYOVÁ GEB. 1876 DEPORTIERT 1942 NACH THERESIENSTADT ERMORDET 1942 IN TREBLINKA                           | Ondríckova 2284/20 (Praha 3) | Olga Bondyová           |
|                                          | HIER LEBTE EVŽENIE BONDY-GRIMMOVÁ GEB. 1876 DEPORTIERT 1942 NACH THERESIENSTADT ERMORDET 1942 IN SOBIBOR                    | Kouřimská 2185/9             | Evženie Bondy-Grimmová  |
|                                          | HIER LEBTE JOSEF ČADA GEB. 1896 DEPORTIERT 1941 NACH MAUTHAUSEN ERMORDET 1942                                               | Libická 1918/6               | Josef Čada              |
|                                          | HIER LEBTE JOSEFA ČADOVÁ GEB. 1897 DEPORTIERT 1941 NACH RAVENSBRÜCK ÜBERLEBT                                                | Libická 1918/6               | Josefa Čadová           |
|                                          | HIER LEBTE ALFRED DUB GEB. 1885 DEPORTIERT AM 26.10.1941 NACH MAUTHAUSEN ERMORDET 1942                                      | Budečská 944/9               | Alfred Dub              |
|                                          | HIER LEBTE MUDR. ARNOŠT ECKSTEIN GEB. 1893 DEPORTIERT 1944 NACH THERESIENSTADT 1944 NACH AUSCHWITZ ERMORDET                 | Korunní 1772/81              | MUDr. Arnošt Eckstein   |
|                                          | HIER LEBTE BEDŘICH ECKSTEIN GEB. 1917 DEPORTIERT 1941 NACH THERESIENSTADT ERMORDET 1942 IN SOBIBOR                          | Vinohradská 1899/112         | Bedřich Eckstein        |
|                                          | HIER LEBTE HANA ECKSTEINOVÁ GEB. POLLAKOVÁ GEB. 1921 DEPORTIERT 1941 NACH THERESIENSTADT ERMORDET 1942 IN SOBIBOR           | Vinohradská 1899/112         | Hana Ecksteinová        |
|                                          | HIER LEBTE ANNA FÄRBEROVÁ GEB. 1902 DEPORTIERT 1942 NACH THERESIENSTADT ERMORDET IN LUBLIN                                  | Budečská 944/9               | Anna Färberová          |
|                                          | HIER LEBTE ALFRED FEIGL GEB. 1917 DEPORTIERT 1942 NACH THERESIENSTADT ERMORDET IN AUSCHWITZ                                 | Mánesova 1111/45             | Alfred Feigl            |
|                                          | HIER LEBTE OLGA FEIGLOVÁ GEB. 1881 DEPORTIERT 1942 NACH THERESIENSTADT ERMORDET IN AUSCHWITZ                                | Mánesova 1111/45             | Olga Feiglová           |
|                                          | HIER LEBTE OTA FREUDENFELD GEB. 1891 DEPORTIERT 1943 NACH THERESIENSTADT ERMORDET IN AUSCHWITZ                              | Belgická 67/25               | Ota Freudenfeld         |
|                                          | HIER LEBTE MARIANA FOLTÝNOVÁ GEB. MÜLLEROVÁ GEB. 1922 DEPORTIERT 1942 NACH THERESIENSTADT ÜBERLEBT                          | Mánesova 1066/34             | Mariana Foltýnová       |
|                                          | HIER LEBTE ALICE FRANKOVÁ GEB. BEYKOVSKÁ GEB. 1898 DEPORTIERT 1942 NACH THERESIENSTADT ERMORDET IN AUSCHWITZ                | Balbínova 733/21             | Alice Franková          |
|                                          | HIER LEBTE EMIL GUT GEB. 1888 DEPORTIERT AM 16.7.1942 NACH THERESIENSTADT 1944 AUSCHWITZ ERMORDET                           | Chodská 1140/3               | Emil Gut                |
|                                          | HIER LEBTE MARTA GUTOVÁ GEB. 1895 DEPORTIERT AM 16.7.1942 NACH THERESIENSTADT 1944 AUSCHWITZ ERMORDET                       | Chodská 1140/3               | Marta Gutová            |
|                                          | HIER LEBTE HANUŠ HACHENBURG GEB. 1929 DEPORTIERT 1942 NACH THERESIENSTADT ERMORDET IN AUSCHWITZ                             | Belgická 67/25               | Hanuš Hachenburg        |
|                                          | HIER LEBTE ANNA HEITLEROVÁ GEB. 1876 DEPORTIERT 1942 NACH THERESIENSTADT ERMORDET IN TREBLINKA                              | Kouřimská 2185/9             | Anna Heitlerová         |
|                                          | HIER LEBTE DR. ALFRED HERTZKA GEB. 1884 DEPORTIERT 1941 TO ŁÓDŹ ERMORDET 1942 IN ŁÓDŹ                                       | Korunní 1961/109             | Dr. Alfred Hertzka      |
|                                          | HIER LEBTE DR. ARPAD HIRSCHBERGER GEB. 1885 DEPORTIERT 1942 NACH THERESIENSTADT ERMORDET 23.1.1943 IN AUSCHWITZ             | Slezská 2210/128             | Dr. Arpád Hirschberger  |
|                                          | HIER LEBTE WILMA HIRSCHBERGEROVÁ GEB. RINDOVÁ GEB. 1893 DEPORTIERT 1942 NACH THERESIENSTADT ERMORDET 23.7.1943 IN AUSCHWITZ | Slezská 2210/128             | Wilma Hirschbergerová   |
|                                          | HIER LEBTE EMILIE JELÍNKOVÁ GEB. 1883 DEPORTIERT 1942 NACH THERESIENSTADT 1942 NACH MALY TROSTENEC ERMORDET                 | Blanická 591/1               | Emílie Jelínková        |
|                                          | HIER LEBTE RŮŽENA JELÍNKOVÁ GEB. 1903 VERHAFTET 1940 ERMORDET 29.10.1942 IN AUSCHWITZ                                       | Blanická 591/1               | Růžena Jelínková        |
|                                          | HIER LEBTE MILENA JESENSKÁ GEB. 1896 VERHAFTET 1939 ERMORDET 17.5.1944 IN RAVENSBRÜCK                                       | Kouřimská 2326/6             | Milena Jesenská         |
|                                          | HIER LEBTE ANNA KATZOVÁ GEB. 1863 DEPORTIERT 1942 NACH THERESIENSTADT 1942 NACH TREBLINKA ERMORDET                          | Krkonošská 1607/10 Praha 2   | Anna Katzová            |
|                                          | HIER LEBTE TEREZIE KELLEROVÁ GEB. 1893 DEPORTIERT 1943 NACH THERESIENSTADT ERMORDET IN AUSCHWITZ                            | Cáslavská 1749/6             | Terezie Kellerová       |
|                                          | HIER LEBTE RUDOLF KRAFFT GEB. 1869 DEPORTIERT 1942 NACH THERESIENSTADT 1942 NACH TREBLINKA ERMORDET                         | Lužická 1637/33              | Rudolf Krafft           |
|                                          | HIER LEBTE OLGA KRAFFTOVÁ GEB. 1877 DEPORTIERT 1942 NACH THERESIENSTADT 1942 NACH TREBLINKA ERMORDET                        | Lužická 1637/33              | Olga Krafftová          |
|                                          | HIER LEBTE IRENA KREJČOVÁ GEB. 1884 DEPORTIERT 1942 NACH THERESIENSTADT ERMORDET 1942 IN MALY TROSTENEC                     | Velehradská 88/1             | Irena Krejcova          |
|                                          | HIER LEBTE MILOŠ LEDERER GEB. 1922 DEPORTIERT 1942 NACH THERESIENSTADT ERMORDET 8.11.1942 IN AUSCHWITZ                      | Slezská 397/12               | Miloš Lederer           |
| Stolperstein entfernt (Stand: Juni 2017) | HIER LEBTE PAVEL LEDERER GEB. 1924 DEPORTIERT 1942 NACH THERESIENSTADT ERMORDET 30.1.1943 IN MAUTHAUSEN                     | Slezská 397/12               | Pavel Lederer           |
|                                          | HIER LEBTE ANNA LEDEREROVÁ GEB. 1881 DEPORTIERT 1942 NACH THERESIENSTADT ERMORDET IN MALY TROSTINEZ                         | Vinohradská 35/25            | Anna Ledererová         |
|                                          | HIER LEBTE MARKÉTA LEDEREROVÁ GEB. 1905 DEPORTIERT 1942 NACH THERESIENSTADT ERMORDET IN MALY TROSTINEZ                      | Vinohradská 35/25            | Markéta Ledererová      |
|                                          | HIER LEBTE JOSEF MAUTNER GEB. 1929 DEPORTIERT 1942 NACH THERESIENSTADT 1944 NACH AUSCHWITZ ERMORDET                         | Belgická 67/25               | Josef Mautner           |
|                                          | HIER LEBTE ZDENĚK MÜLLER GEB. 1893 DEPORTIERT 1942 NACH THERESIENSTADT ERMORDET 1943 EBENDORT                               | Mánesova 1066/34             | Zdenek Müller           |
|                                          | HIER LEBTE GERTRUDA MÜLLEROVÁ GEB. 1901 DEPORTIERT 1942 NACH THERESIENSTADT 1944 NACH AUSCHWITZ ERMORDET                    | Mánesova 1066/34             | Gertruda Müllerová      |
|                                          | HIER LEBTE EMILIE RINDOVÁ GEB. 1895 DEPORTIERT 1942 NACH THERESIENSTADT ERMORDET 23.10.1942 IN PIASKI                       | Balbínova 410/28             | Emilie Rindová          |
|                                          | HIER LEBTE OLGA RINDOVÁ GEB. ECKSTEINOVÁ GEB. 1873 DEPORTIERT 1942 NACH THERESIENSTADT ERMORDET IN TREBLINKA                | Balbínova 410/28             | Olga Rindová            |
|                                          | HIER LEBTE PAVLA SEGEROVÁ GEB. 1879 DEPORTIERT 1942 NACH THERESIENSTADT ERMORDET AM 4.8.1942 IN MALY TROSTINEZ              | Lužická 1637/33              | Pavla Segerová          |
|                                          | HIER LEBTE PAVEL SOYKA GEB. 1907 DEPORTIERT 1942 NACH THERESIENSTADT ERMORDET IN MALY TROSTINEZ                             | Lužická 1637/33              | Pavel Soyka             |
|                                          | HIER LEBTE PETR SOYKA GEB. 1938 DEPORTIERT 1942 NACH THERESIENSTADT ERMORDET IN MALY TROSTINEZ                              | Lužická 1637/33              | Petr Soyka              |
|                                          | HIER LEBTE QUIDO SOYKA GEB. 1868 DEPORTIERT 1942 NACH THERESIENSTADT ERMORDET IN AUSCHWITZ                                  | Lužická 1637/33              | Quido Soyka             |
|                                          | HIER LEBTE BERTA SOYKOVÁ GEB. 1864 DEPORTIERT 1942 NACH THERESIENSTADT ERMORDET AM 27.12.1943 IN AUSCHWITZ                  | Lužická 1637/33              | Berta Soykova           |
|                                          | HIER LEBTE HERMÍNA SOYKOVÁ GEB. 1876 DEPORTIERT 1942 NACH THERESIENSTADT ERMORDET AM 14.8.1943 EBENDORT                     | Lužická 1637/33              | Hermina Soykova         |
|                                          | HIER LEBTE MARTA SOYKOVÁ GEB. 1908 DEPORTIERT 1942 NACH THERESIENSTADT ERMORDET IN MALY TROSTINEZ                           | Lužická 1637/33              | Marta Soykova           |
|                                          | HIER LEBTE JOSEF ŠPERL GEB. 1890 VERHAFTET 1941 ERMORDET 1942 IN MAUTHAUSEN                                                 | Libická 1918/6               | Josef Sperl             |
|                                          | HIER LEBTE ARNOŠT TELLER GEB. 1911 DEPORTIERT 1941 NACH THERESIENSTADT 1944 NACH AUSCHWITZ ERMORDET EBENDORT                | Řipská 1677/27               | Arnost Teller           |
|                                          | HIER LEBTE EGON TELLER GEB. 1907 DEPORTIERT 1942 NACH THERESIENSTADT ERMORDET 1942 IN MAJDANEK                              | Řipská 1677/27               | Egon Teller             |
|                                          | HIER LEBTE EMIL TELLER GEB. 1873 DEPORTIERT 1942 NACH THERESIENSTADT ERMORDET 1944 EBENDORT                                 | Řipská 1677/27               | Emil Teller             |
|                                          | HIER LEBTE JANA TELLEROVÁ GEB. 1888 DEPORTIERT 1942 NACH THERESIENSTADT 1944 NACH AUSCHWITZ ERMORDET EBENDORT               | Řipská 1677/27               | Jana Tellerová          |
|                                          | HIER LEBTE LILLY TELLEROVÁ GEB. 1912 DEPORTIERT 1942 NACH THERESIENSTADT ERMORDET                                           | Řipská 1677/27               | Lilly Tellerová         |
|                                          | HIER LEBTE LEO ULTMANN GEB. 1904 DEPORTIERT 1942 NACH THERESIENSTADT ERMORDET 1943 IN AUSCHWITZ                             | Hradešínská 1931/58          | Leo Ultmann             |
|                                          | HIER LEBTE MARTA ULTMANNOVÁ GEB. 1906 DEPORTIERT 1942 NACH THERESIENSTADT ERMORDET 1943 IN AUSCHWITZ                        | Hradešínská 1931/58          | Marta Ultmannová        |
|                                          | HIER LEBTE ALOISIE VESECKÁ GEB. 1859 DEPORTIERT 1942 NACH THERESIENSTADT ERMORDET 1944 EBENDORT                             | Ondríckova 2379/30 (Praha 3) | Aloisie Vesecká         |
|                                          | HIER LEBTE BERTA VOGELOVÁ GEB. 1869 DEPORTIERT 1942 NACH THERESIENSTADT ERMORDET IN TREBLINKA                               | Rumunská 18/22               | Berta Vogelová          |
|                                          | HIER LEBTE RUDOLF WEISL GEB. 1893 DEPORTIERT 1942 NACH THERESIENSTADT 1942 NACH RAASIKU ERMORDET                            | Boleslavská 2193/12          | Rudolf Weisl            |
|                                          | HIER LEBTE ANNA WEISLOVÁ GEB. 1909 DEPORTIERT 1942 NACH THERESIENSTADT 1942 NACH RAASIKU ERMORDET                           | Boleslavská 2193/12          | Anna Weislová           |
|                                          | HIER LEBTE RUTH WEISLOVÁ GEB. 1930 DEPORTIERT 1942 NACH THERESIENSTADT 1942 NACH RAASIKU ERMORDET                           | Boleslavská 2193/12          | Ruth Weislová           |
|                                          | HIER LEBTE FRANTIŠĚK WITROFSKY GEB. 1904 DEPORTIERT 1942 NACH THERESIENSTADT ERMORDET AM 9.3.1945 IN DACHAU                 | Anny Letenské 34/7           | František Witrofský     |
|                                          | HIER LEBTE PETR ŠTĚPÁN WITROFSKY GEB. 1930 DEPORTIERT 1942 NACH THERESIENSTADT ERMORDET IN AUSCHWITZ                        | Anny Letenské 34/7           | Petr Štěpán Witrofský   |
|                                          | HIER LEBTE JIŘINA ZORINOVÁ GEB. JELÍNKOVÁ GEB. 1907 DEPORTIERT 1942 NACH THERESIENSTADT ERMORDET                            | Blanická 591/1               | Jirina Zorinová         |